# Micah Owings
Micah Burton Owings (né le 28 septembre 1982 à Gainesville, Géorgie, États-Unis) est un lanceur droitier de baseball qui joue dans les Ligues majeures de 2007 à 2012. Owings a abandonné le rôle de lanceur en 2012 et a tenté de poursuivre sa carrière comme joueur de position. 

## Carrière

### Arizona (2007-2008)
Micah Owings est drafté en juin 2002 par les Rockies du Colorado puis en juin 2004 par les Cubs de Chicago, mais il repousse ses offres et poursuit ses études supérieures.
Il rejoint les rangs professionnels à l'issue de la draft du 4 juin 2005 où il est sélectionné au troisième tour par les Diamondbacks de l'Arizona.
Owings débute en Ligue majeure le 6 avril 2007. Il signe son premier blanchissage le 18 septembre 2007 face aux Giants de San Francisco, n'accordant que deux coups sûrs sur un match complet.

### Cincinnati (2009-2010)
Owings est transféré chez les Reds de Cincinnati le 12 septembre 2008. Les Diamondbacks complètent alors un Sa fiche est de 7-12 en 2009 avec Cincinnati, avec une moyenne de points mérités de 5,34. Ses performances insatisfaisantes incitent les Reds à le rétrograder en ligue mineure durant la saison 2010. Pour Cincinnati cette année-là, il ne lance qu'en relève (22 sorties) et affiche une moyenne de points mérités élevée (5,40) avec trois gains et deux revers.

### Arizona (2011)
Owings signe le 24 janvier 2011 un contrat des ligues mineures avec les Diamondbacks de l'Arizona.
En 2011, il remporte 8 victoires contre aucune défaite. Envoyé en relève en 29 occasions, il effectue aussi quatre départs, recevant la victoire dans trois d'entre eux. Sa moyenne de points mérités s'élève à 3,57 en 63 manches lancées. Owings participe aux séries éliminatoires et ajoute sa 9e victoire de l'année lorsqu'il est le lanceur gagnant du 4e match de la Série de divisions contre Milwaukee le 5 octobre. Il ne donne aucun point en trois manches lancées à ses deux présences de la série.

### San Diego (2012)
Le 2 février 2012, Owings signe un contrat d'une saison avec les Padres de San Diego. Il ne joue que six parties pour les Padres dans la saison qui suit, affichant une moyenne de points mérités de 2,79 en 9 manches et deux tiers lancées, avec deux défaites. Il est libéré de son contrat le 23 octobre.

### Essai comme joueur de position
Le 6 février 2013, Owings signe un contrat des ligues mineures avec les Nationals de Washington. Owings a délaissé la position de lanceur et tente de se tailler un poste comme joueur de premier but avec les Nationals. Il joue comme voltigeur et occasionnellement comme lanceur en 2013 dans les ligues mineures avec des clubs affiliés aux Nationals et aux Brewers de Milwaukee.

### Miami
Le 5 avril 2014, Owings signe un contrat avec les Marlins de Miami qui envisagent de l'employer comme lanceur de relève. Il fait deux départs pour un club-école des Marlins en 2014.

### Performances à l'attaque
Chose inhabituelle pour un lanceur, Owings est également un très bon frappeur. Après la saison 2010, il affiche une moyenne au bâton en carrière de ,286 en 203 présences officielles au bâton, avec 35 points produits et neuf coups de circuit. En 2007 avec Arizona, il a frappé pour ,333 avec quatre circuits et 15 points produits. Il a claqué trois circuits et produit dix points au cours de la saison 2009 avec les Reds. 